# ثيودور ويبر (طبيب)
ثيودور ويبر (و. 1829 – 1914 م) هو طبيب، وطبيب باطني، وأستاذ جامعي، وعالم أمراض ألماني، ولد في لايبزيغ، كان عضوًا في الأكاديمية الألمانية للعلوم ليوبولدينا، توفي في هاله، عن عمر يناهز 85 عاماً.

## التعليم
تعلم في جامعة غوتينغن، وتعلم في جامعة لايبتزغ
.

## جوائز
حصل على جوائز منها:

Order of the Red Eagle 2nd Class ‏